# 응윤 경암집 목판
응윤 경암집 목판(應允 鏡巖集 木板)은 대한민국 경상남도 함양군 함양읍 추성리에 있는, 조선시대의 고승인 경암(1743∼1804) 스님이 벽송사에서 수도하면서 기록한 시문을 목판에 새긴 목판이다.
1997년 1월 30일 경상남도의 유형문화재 제314호 경암집 책판으로 지정되었다가, 2018년 12월 20일 현재의 명칭으로 변경되었다.

## 개요
조선시대의 고승인 경암(1743∼1804) 스님이 벽송사에서 수도하면서 기록한 시문을 목판에 새긴 것으로, 모두 43매이다. 목판의 크기는 가로 20.5cm, 세로 16cm로, 10행 21자가 새겨져 있으며, 시문집은 3권 1책으로 되어있다.
내용을 보면 권상에는 오언절구·칠언절구의 고시가 수록되어 있고, 권하에는 잡저·한화록·문답이 수록되어 있다. 특히 오효자전, 박열부전 등은 당시 유교적 사회윤리에 대한 승려로서의 관심과 저자의 시상을 이해하는데 중요한 자료로, 순조 4년(1804)에 만든 것이다.

## 참고 문헌
- 응윤 경암집 목판 - 국가유산청 국가유산포털